# モハラジオ
モハラジオは、モハラジオプロジェクトが開発した電磁波センサーである。

## 概要
電磁波感知器を利用し、電車の制御装置の制御信号を聞くことができることから、電車の聴診器というキャッチコピーとなっている。ポケットガイガー開発者がもともと電車好きだったためモハラジオ開発に至った。
2012年からモハラジオを販売開始した。また、2013年から書泉グランデや書泉ブックタワーでモハラジオを販売開始した。
生産停止のため、2017年8月より通販や書泉で販売が停止した。

## 内容品

### センサー
生産費用削減のため、感知器本体はポケットガイガーと同様の形状となっている。中身には小型のコイルが2つあり、磁界誘電方式で電磁波を感知し、音波としてフォーンプラグに出力される。CTIA規格対応端末やボイスレコーダー、パソコンなどに接続して録音することができる。イヤホンで聞く場合は、付属のアンプ経由でつなげなければならない。

### アンプ
単4電池2本入れて動作することができる。イヤホンでモハラジオを聴く場合は、このアンプが必要となる。

## 仕様
- 名称:モハラジオ(英:Moha-Radio)
- 検出方式:磁界誘電方式
- 企画:モハラジオプロジェクト
- 製造:ヤグチ電子工業
- 販売:タンジブルデザイン